# 太田竜馬
太田 竜馬（おおた りゅうま、1996年4月4日 - ）は、徳島県小松島市出身の競輪選手。徳島県立小松島西高等学校卒業。旧日本競輪学校第109期生。師匠は山本宏明（83期）。

## 来歴
2014年
- 高校選抜大会・個人スプリントで優勝[2]。
- 高校総体・個人スプリントで優勝[3]。同種目の決勝でハロン（200m）10秒596の大会新記録を更新。

2016年
- 日本競輪学校卒業記念レースで優勝[4]。同校在校競走成績2位[5]。
- 7月3日、高松競輪場でデビューし1着。
- 11月20日、別府競輪場で行われたA級決勝戦において、3場所連続完全優勝を果たし、S級に特別昇級[6]。

2017年
- ヤンググランプリ（平塚競輪場）2位

2018年
- 共同通信社杯競輪（高知競輪場） 決勝失格
- 競輪祭（小倉競輪場） 7位
- ヤンググランプリ（静岡競輪場） 優勝[1]

2019年
- ウィナーズカップ（大垣競輪場） 5位

2022年
- 全日本選抜競輪（取手競輪場） 9位
- ウィナーズカップ（宇都宮競輪場） 9位

## 引用
1. 1 2  【静岡・ヤングGP】竜V!昨年の悔しい経験生かした― スポニチ Sponichi Annex ギャンブル 2018年12月30日 05:30
2. ↑  全国高校選抜大会栄光の記録 スプリント
3. ↑  全国高校総体栄光の記録 2010(H22)-2019(H31)
4. ↑  【競輪卒業記念】太田 8センチ差で差し切り制覇― スポニチ Sponichi Annex ギャンブル 2016年3月25日 05:30
5. ↑  競走成績戦法別一覧表（第109回生・女子第5回生（第110回生））総合
6. ↑  【別府】109期・太田がS級特進 3場所連続完全Vで1番乗り― スポニチ Sponichi Annex ギャンブル 2016年11月21日 05:30